# Fortaleza de Višegrad
La fortaleza de Višegrad (en albanés: Vishegrad; cirílico serbio: Вишеград; serbio latino: Višegrad) es una fortaleza medieval situada en Kosovo cerca de Prizren. Fue construida en el siglo xiv y está en la lista de monumentos culturales de la Academia de las Artes y de las Ciencias de Serbia y los monumentos culturales de Kosovo. La fortaleza se encuentra actualmente en ruinas.

## Descripción
La fortaleza de Višegrad está construida sobre una colina que domina al monasterio de los Santos Arcángeles y que estaba destinada a protegerlo; también se la conocía con los nombres de Prizrenac y Gornji grad. Los muros están compuestos de cuatro torres y una quinta que sirve como calabozo. En el interior de la ciudadela están incluidos los restos de la iglesia de San Nicolás, mencionada en una carta del rey de Serbia, Esteban Dragutin.